# Edward James Jordan
Edward James „Ted“ Jordan (* 18. Februar 1929; † 28. Juni 2016) war ein britischer Entwickler von Lautsprechern und Lautsprecherboxen. Besondere Bedeutung erhielten seine Entwicklungen von Metallmembranen (insbesondere Aluminium) in der Lautsprechertechnik.

## Tätigkeiten
Jordan begann als Entwickler bei dem britischen Unternehmen Goodmans Industries of Wembley, welche damals eigene Lautsprecher entwickelten und fertigten. Ab 1963 wurde seine eigene Firma Jordan-Watts Ltd zum Vorreiter für Metallmembran-Lautsprecher. Seine aktuelle Firma gründete er 1975, seit 1982 trägt sie den Namen E. J. Jordan Designs. 1991 wurde der deutsche Boxenentwickler Karl-Heinz Fink, seinerzeit auch Mitinhaber des deutschen Lautsprecherherstellers „ALR“, auf die Metallmembranen aufmerksam. Sukzessive begann eine Kooperation mit ALR, das sich ab 1996 ALR Jordan nannte. 2007 wurde das EJJordan Geschäft von Esoteric Audio Designs (EAD), einem schwedischen Hersteller übernommen. Dort wurden die Jordan-Metallmembran-Breitbandlautsprecher weiterhin hergestellt. Ted Jordan arbeitete auch nach 50 Jahren Lautsprecherentwicklung noch als Berater für EAD.
Jordan verfasste mehrere Artikel, in denen er die Theorie der Lautsprechertechnik mathematisch ausführlich darlegt.